# 細無鰭蛇鰻
細無鰭蛇鰻（学名：Apterichtus gracilis）為輻鰭魚綱鰻鱺目糯鰻亞目蛇鰻科的其中一種，分布於東大西洋的獅子山海域，棲息深度7-293公尺，體長可達31.9公分，棲息在泥底質海域，會將身體埋藏在沙泥中，屬肉食性。
其种加词来源于拉丁文“gracilis”，意为“纤细的”。